# Paramesia
Paramesia is een geslacht van vlinders van de familie bladrollers (Tortricidae), uit de onderfamilie Tineinae.

## Soorten
- P. alhamana (A. Schmidt, 1933)
- P. diffusana (Kennel, 1899)
- P. gnomana - Scherpbandbladroller (Clerck, 1759)
- P. paracinctana (Chambon & Khous, 1993)
- P. pygmaeana (Amsel, 1956)
- P. schawerdae (Rebel, 1926)